# Nintendo Switch
 (јап. ニンテンドースイッチ, romanizovano: Nintendō Suitchi) sedma je veća video konzola koju je razvio Nintendo. Predstavljena je u oktobru 2016, a izašla je 3. marta 2017. Bila je poznata pod imenom NX.
Nintendo Switch je hibridna konzola, koja je primarno kućna konzola, ali može da služi kao i tablet računar.
Switch koristi Joycon upravljače, koji se spajaju na konzoli. Upravljači sadrže standardne dugmiće, analogni upravljač i senzor pokreta.
Konzola je isporučila skoro tri miliona primeraka u prvom mesecu svog lansiranja, premašivši početnu projekciju kompanije Nintendo od dva miliona, a, u roku od godinu dana puštanja u promet, ostvarila je više od 14 miliona prodatih jedinica širom sveta, što je nadmašilo ukupnu prodajnu cenu Wii U-a od tada, koji je prodat u skoro 20 miliona jedinica. To je najbrža prodaja konzole u istoriji Nintenda, i najbrža prodaja konzola svih vremena u Japanu i Sjedinjenim Američkim Državama. Prodaja Nintendo Switch-a bila je visoko vezana za kritički priznate naslove poput - Legenda o Zeldi: Dah Divljine, Mario Kart 8 Deluks i Super Mario Odiseja - koji su postali najbolje prodavane igre za sistem, sa preko devet, deset i jedanaest miliona primeraka prodatih do juna 2018.

## Upravljači
Kao i Wii Remote, Joy-Con upravljači mogu pratiti pokret igrača i pretvoriti ga u pokret u igri (npr. u Just Dance 2018 i 1-2-Switch). Uz dva Joy-Con upravljača koja dolaze s konzolom, kupac može naknadno izabrati dodatne parove Joy-Con-a, zasebne Joy-Con upravljače ili Pro Controller. Desni Joy-Con ima NFC čitač i infra crvenu kameru (npr. u 1-2-Switch se koristi u „Eating Contest-u“). Svi upravljači za Switch imaju HD rumble (npr. u Mario Kart 8 Deluks kontroler vibrira kada igrač pokupi novčić).

## Igre
Trenutna najprodavanija igra je Mario Kart 8 deluxe (52,79 miliona primeraka). Oko 70% vlasnika konzole ima tu igru.
Neke od važnijih ekskluzivnih naslova za Switch su: Arms, 1-2-Switch, Mario Kart 8 Deluxe, Snipperclips, Mario + Rabbids Kingdom Battle, Legend of Zelda: Breath of the Wild, Pokkén Tournament DX, Splatoon 2 i }.
Neke od nadolazećih ekskluzivnih naslova za Switch su: Metroid Prime 4, Kirby igra bez naslova, Travis Strikes Again: No More Heroes, Pokémon igra bez naslova, Yoshi, Xenoblade Chronicles 2, Fire Emblem Warriors i Monster Hunter XX (Generations).

## Načini rada
Nintendo predstavlja Switch kao hibridnu konzolu koja se u bilo kojem trenutku može prebaciti iz jedog načina rada u drugi.

### 
igraču daje mogućnost igranja konzole na TV-u tako da konzolu (tablet) spoji s Dockom. Taj način igre je sličan onome na PS4 i Xbox One. Pošto su Joy-Con upravljači odvojeni, sa Switchom dolazi i Joy-Con Grip u koji se stavljaju na isti način na koji se spajaju s konzolom.
 je način rada u kojem su Joy-Con na samoj konzoli, a konzola nije u Dock-u. Baterija traje oko 3 sata prilikom igranja The Legend of Zelda: Breath of The Wild.
 je način rada u kojem je konzola na stolu, a igrač igra igricu sam s oba Joy-Con-a ili s drugom osobom s jednim Joy-Con-om.

## Spoljašnje veze
- Zvanični sajt